# Feldartillerie-Material C/73
Mit dem Begriff Feldartillerie-Material C/73 wurden die nach dem Deutsch-Französischen Krieg 1870/71 neu eingeführten Feldgeschütze bezeichnet. Es handelte sich hierbei um die leichte 8-cm- und die schwere 9-cm-Feldkanone.

## Geschichte
Die Entwicklung des Feldartillerie-Materials C/73 geht auf eine persönliche Initiative von Alfred Krupp zurück. Er hatte bereits frühzeitig erkannt, dass auf Grund der Fortschritte bei den Infanteriewaffen über kurz oder lang die Überlegenheit des preußischen Geschützmaterials C/64 bis C/67 nicht mehr vorhanden war, insbesondere nach Einführung des französischen Chassepotgewehrs mit seiner deutlich gesteigerten Reichweite. Außerdem kam hinzu, dass die im europäischen Umland von Preußen in Entwicklung oder Einführung befindlichen Feldgeschütze deutlich höhere Leistungen erwarten ließen. So hatte der neueste französische 7-kg-Hinterlader, die Canon de 7 modèle 1867, eine Anfangsgeschwindigkeit von 395 m/s, der Schweizer 8,4-cm-Hinterlader eine von 396 m/s, der neueste russische 8,67 cm-Hinterlader eine von 510 m/s und der englische sechzehnpfündige Vorderlader eine von 510 m/s. Die preußischen 8- bzw. 9-cm-Feldkanonen besaßen zu diesem Zeitpunkt eine Anfangsgeschwindigkeit von 341 bzw. 323 m/s. 

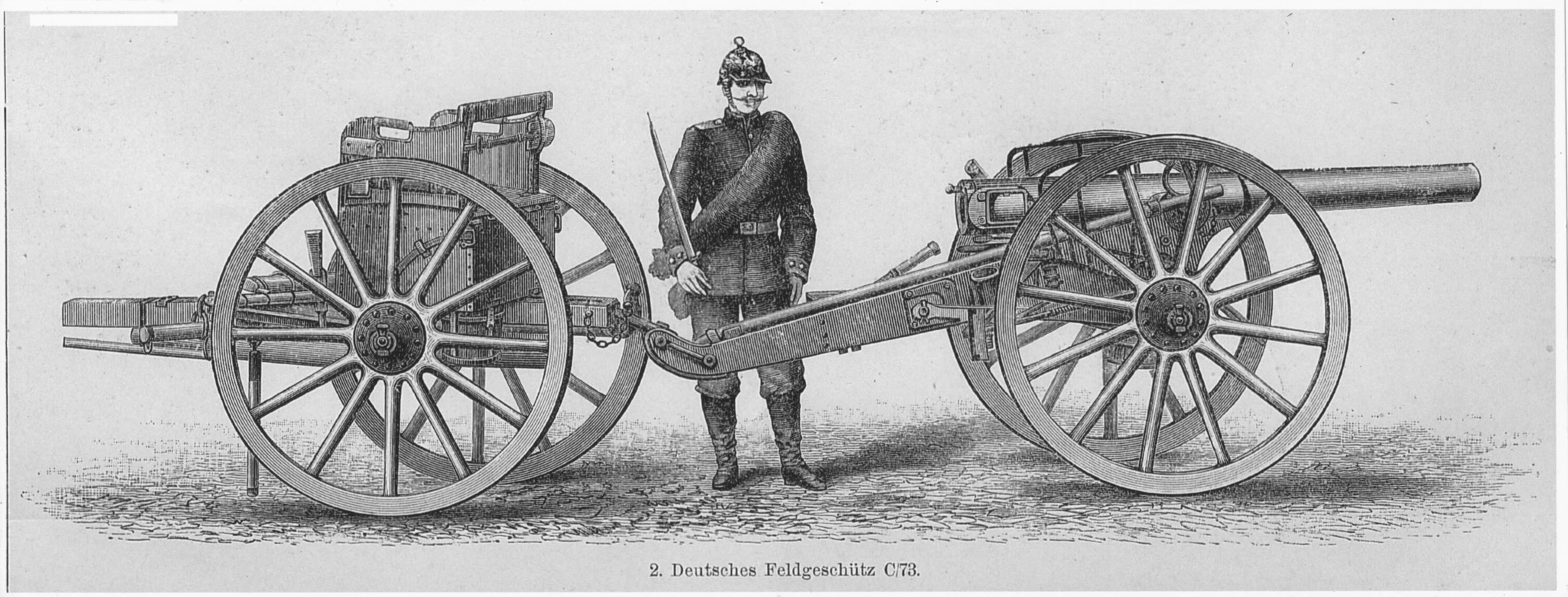
Preußische Feldkanone C/73

Auf Grund dieser Erkenntnisse stellte sich Krupp um 1865 nun die Aufgabe, ein Feldgeschütz mit einer Anfangsgeschwindigkeit von 1700 Fuß/sek (535 m/s) herzustellen. In dieser Absicht wurde er durch die Erfahrungen, die er zwischenzeitlich bei der Entwicklung der schweren Geschütze gewonnen hatte, bestärkt. Es war ihm allerdings auch bewusst geworden, dass mit einzelnen Korrekturen an den bestehenden Geschützen das Ziel nicht erreicht werden konnte, sondern das bestehende System komplett auf den Prüfstand gestellt werden musste. Hierzu gehörten nach seiner Meinung und Erfahrung Änderungen im Rohraufbau, auf dem Gebiet der Geschosse und der Geschossführung, im Pulver und als Konsequenz hieraus die Konstruktion einer neuen Lafette, da die bisherigen Lafetten aus Holz den neuen Anforderungen nicht mehr gewachsen sein würden.
Mit den Versuchen zur Herstellung einer entsprechenden 8-cm-Kanone wurde 1868 begonnen. Die erste Musterlieferung an die Artillerieprüfungskommission (APK) erfolgte im Mai/Juni 1870. Im Rahmen dieser Musterlieferung stellte Krupp auch die ersten Lafetten aus Stahl vor. Bei dieser Ausführung waren die Lafettenwände noch aus mehreren Stahlprofilen zusammengenietet. Im Juni 1871 erfolgte eine weitere Bemusterung eines geänderten 8-cm-Rohres (genauer 7,87 cm). Dieses Rohr hatte eine veränderte Geschossführung, eine Vermehrung der Züge und eine Erweiterung des Verbrennungsraumes. Bei einem Versuchsschießen am 8. Juli 1871 wurde damit die angestrebte Anfangsgeschwindigkeit von 526 m/s erreicht.
In der Pulverfrage konnte er auf die Erfahrungen, die er bei der Entwicklung der schweren Ringrohrkonstruktionen gewonnen hatte, zurückgreifen. Hierbei hatte er erkannt, dass sich das bisher benutzte feinkörnige Pulver mit seiner hohen Verbrennungsgeschwindigkeit für gezogene Rohre nicht eignete und für diese Rohre ein Pulver mit einer geringeren Verbrennungsgeschwindigkeit erforderlich war. Aus diesen Überlegungen entstand in der Zusammenarbeit mit der Ritterschen Pulverfabrik in Hamm a. d. Sieg um 1868 ein grobkörniges Geschützpulver mit einer Korngröße von 6 bis 10 mm und einer Dichte von 1,65 bis 1,75. Von Preußen wurde dieses Pulver allerdings dann noch einmal modifiziert und als grobkörniges Geschützpulver C/73 mit einer Korngröße von 4 bis 10 mm eingeführt.
In der weiteren Erprobung kam es allerdings noch einmal zu Meinungsverschiedenheiten zwischen Krupp und der APK. Krupp hatte schon 1869 bei seinen Versuchen festgestellt, dass der zur Geschossführung bisher verwendete Bleimantel oberhalb einer Anfangsgeschwindigkeit von 440 m/s wegen seiner ungenügenden Festigkeit nicht mehr ausreichte, und zur Abhilfe den Granaten eine Kupferdrahtführung gegeben. Gleichzeitig mit dieser Änderung wurde auch die Anzahl der Züge von 12 auf 18 erhöht. Von der APK wurden diese Änderungen allerdings nicht akzeptiert, und so verschoss sie Granaten mit einem Bleimantel aus einem Geschütz, welches Krupp für Granaten mit einer Kupferdrahtführung konstruiert hatte. Als Folge dieser Vorgehensweise konnte die Anfangsgeschwindigkeit von 526 m/s später nicht mehr erreicht werden.
Nach einer Reihe weiterer Änderungen und nachdem zu dem ursprünglichen Versuchsgeschütz mit einem Kaliber von 7,85 cm sich noch ein weiteres Geschütz mit einem Kaliber von 8,8 cm hinzugesellt hatte, erhielten sie beide im Jahr 1873 die Festlegungen, mit denen sie unter der Bezeichnung „Feldartillerie-Material C/73“ zur Einführung gelangten. Im Zeitraum zwischen Oktober 1873 und Januar 1874 erhielt Krupp Bestellungen über etwa 2500 Rohre. Diese waren bis zum 1. Juni 1875 ausgeliefert.

## Technik

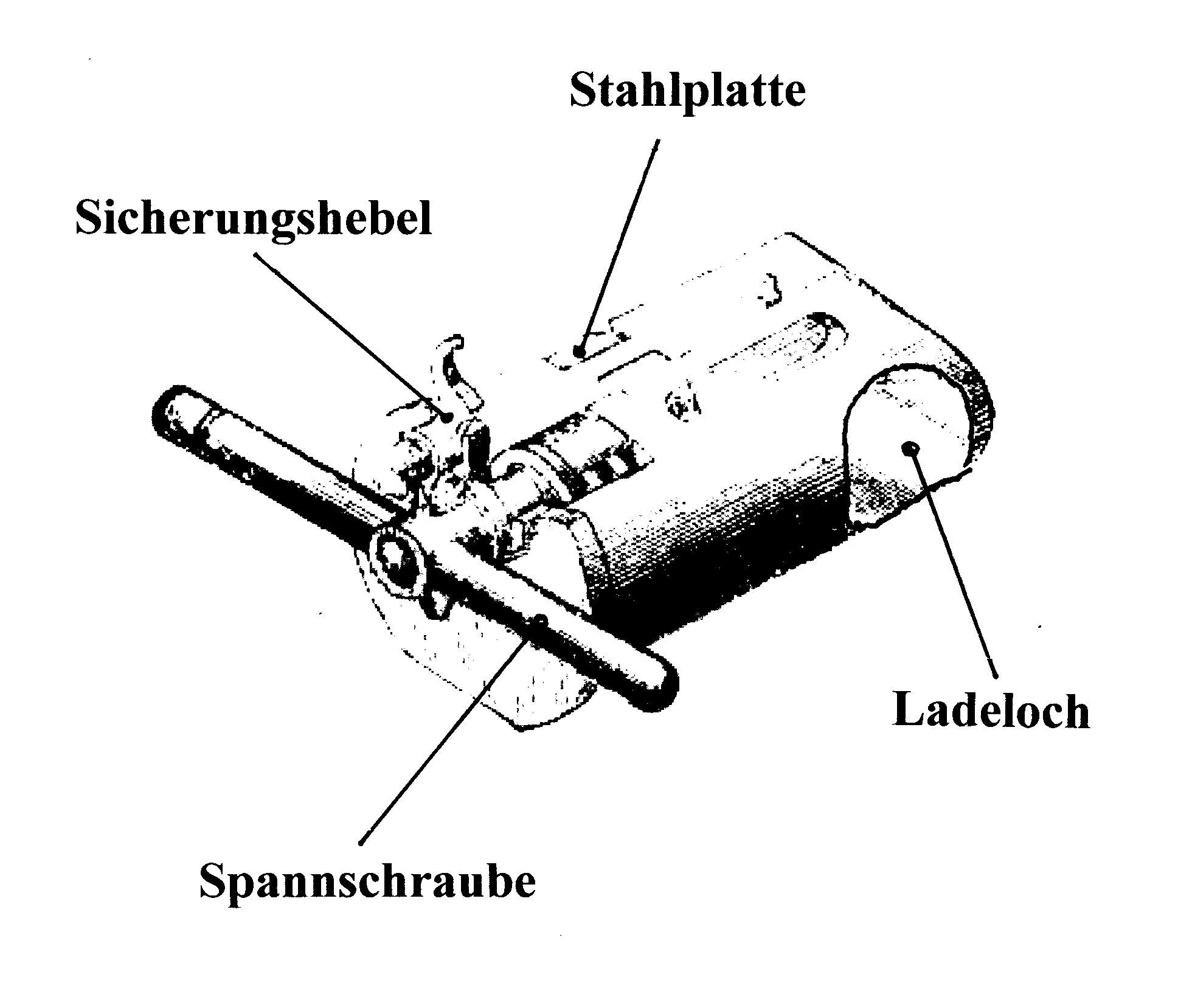
Kruppscher Rundkeil einer C/73

Liderung einer C/73

Bei diesen neuen Geschützen wurden erstmals Mantelrohre verwendet, da Krupp die Feststellung gemacht hatte, dass bei einer höheren Ladung, welche zur Erzielung der gewünschten Anfangsgeschwindigkeit erforderlich war, die Festigkeit der Massivrohre nicht mehr ausreichend war. Der Mantel umschloss etwa 2/3 des Seelenrohres. Das Seelenrohr endete an der Vorderkante des Keilloches. Als Verschluss wurde der sogenannte „einfache Kruppsche Rundkeil“ in der Konstruktion von 1866 verwendet. Das wesentliche Merkmal dieses Verschlusses bestand darin, dass die rückwärtige Fläche des einteiligen Verschlusskeiles halbrundförmig ausgebildet ist und er eine oben liegende Verschlussschraube hatte. Zum Öffnen und Schließen des Verschlusses war im Gegensatz zu früheren Ausführungen nur noch eine halbe Umdrehung des Verschlusses erforderlich, da bei dieser Ausführung die Gewindegänge der Verschlussschraube halbseitig entfernt waren und somit nach einer halben Umdrehung der Keil freiliegend herausgezogen werden konnte. Die Begrenzung dieser Bewegung erfolgte durch eine Grenzschraube, welche in der Bodenfläche des Rohres angebracht war. Zur Liderung wurde der Liderungsring C/73 eingesetzt. Entgegen der ursprünglichen Bemusterung von 1870 wurden die Lafetten jetzt aus gepressten Stahlprofilen gefertigt.

## Technische Daten

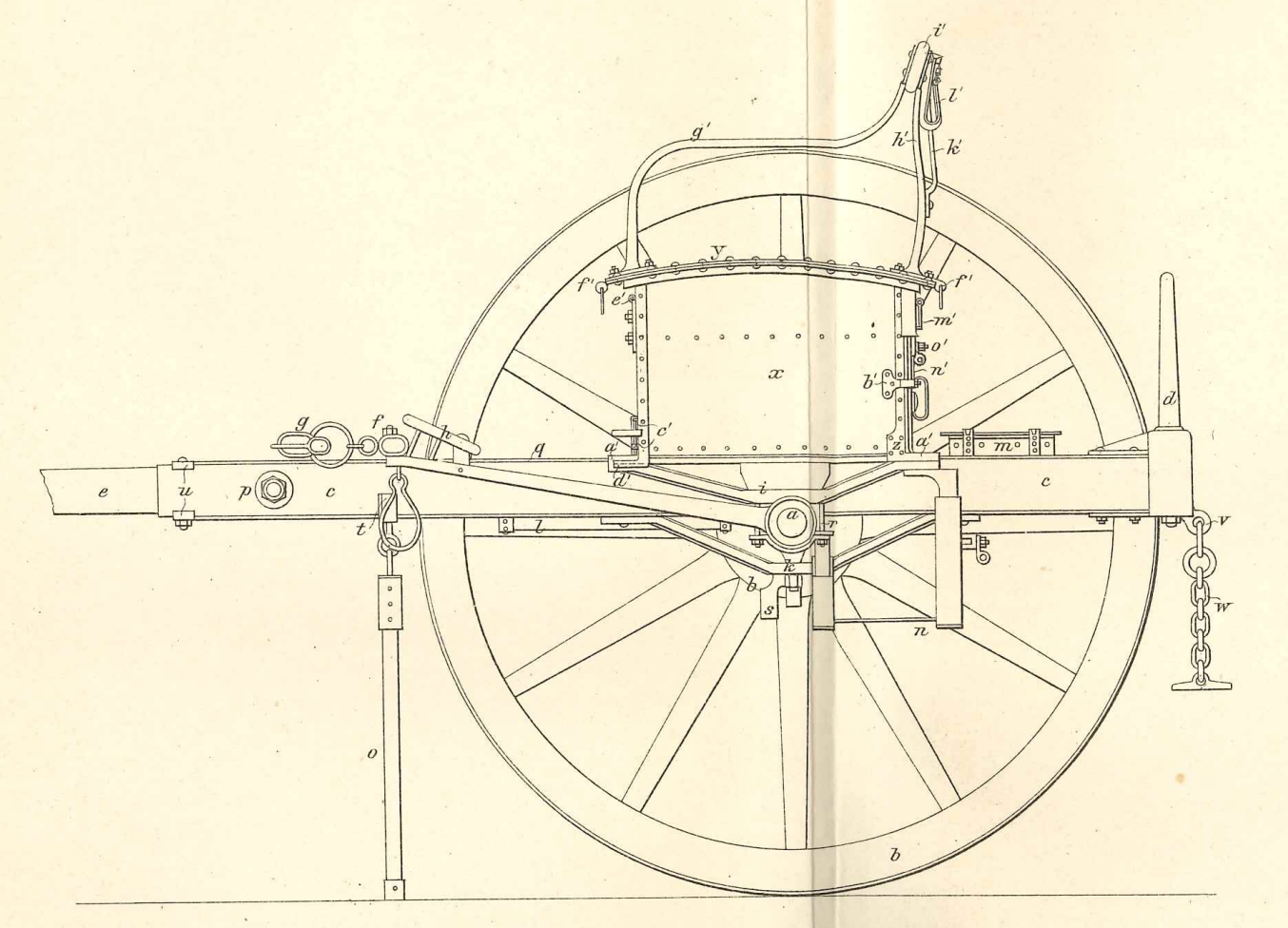
Schwere 9-cm-Protze 73

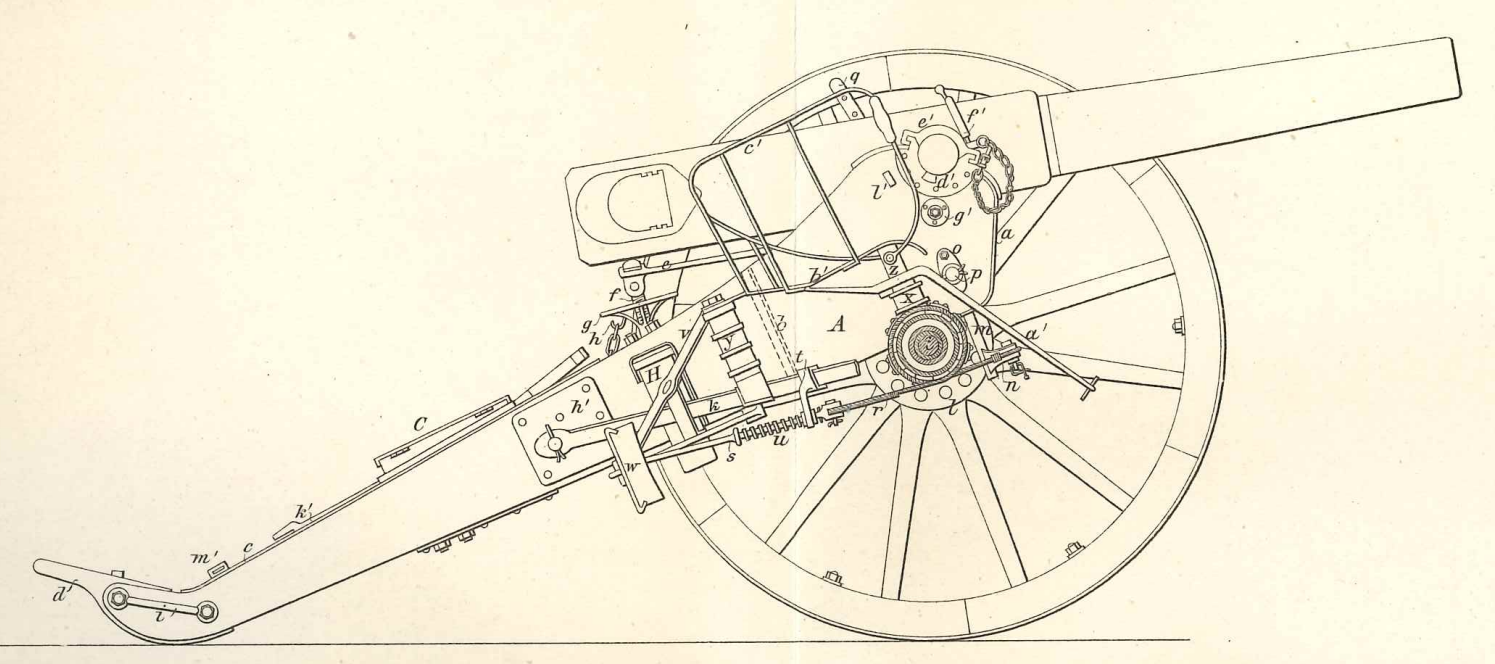
Lafette der 9-cm-Kanone C/73

|                                     | Leichte Feldkanone                | Schwere Feldkanone                |
| ----------------------------------- | --------------------------------- | --------------------------------- |
| Kaliber (mm)                        | 78,5                              | 88                                |
| Rohr                                | Mantelrohr                        | Mantelrohr                        |
| Rohrmaterial                        | Gussstahl                         | Gussstahl                         |
| Verschlusssystem                    | Rundkeil                          | Rundkeil                          |
| Rohrgewicht (kg)                    | 390                               | 450                               |
| Geschossführung                     | Blei                              | Blei                              |
| Granate (Typ)                       | Wandgranate C/73 Ringgranate C/76 | Wandgranate C/73 Ringgranate C/76 |
| Gewicht der Granate (kg)            | 5,07                              | 7,0                               |
| Reichweite Granate (m)              | 6800                              | 7000                              |
| Schrapnell (Typ)                    | Röhrenschrapnell C/73             | Röhrenschrapnell C/73             |
| Gewicht des Schrapnell (kg)         | 5,439                             | 9,002                             |
| Füllkugeln im Schrapnell            | 175                               | 270                               |
| Geschützladung (Typ)                | grobkörniges Geschützpulver C/73  | grobkörniges Geschützpulver C/73  |
| Geschützladung (kg)                 | 1,25                              | 1,50                              |
| Anfangsgeschwindigkeit (m/s)        | 465                               | 444                               |
| Quelle: Meyers Konversationslexikon |                                   |                                   |

## Mündungsenergie
Die tatsächlich mit der 9-cm-Kanone erzielte Leistungssteigerung lässt sich am besten mit einem Vergleich der Mündungsenergien (die damalige Bezeichnung lautete „lebendige Kraft“) darstellen. Während die 6-Pfünder-Feldkanone C/61 eine Mündungsenergie von ca. 36 mt hatte, betrug diese bei der 9 cm-Feldkanone C/73 bereits ca. 76 mt (Metertonne). Es handelt sich hierbei um eine heute nicht mehr übliche Bezeichnung. Heute wird die Mündungsenergie oder Geschossenergie in Joule angegeben. Die früher übliche Benennung in mkg oder mt wurde nach der Formel E = {\displaystyle {\tfrac {M\cdot v^{2}}{2\ g}}} berechnet, worin M die Geschossmasse, v die Anfangsgeschwindigkeit und g die Erdbeschleunigung (9,81 m/s²) bezeichnet.

## Flugabwehrkanone
Da die 9-cm-Feldkanone C/73 und die C/73/91 keinen Rohrrücklauf hatte, betrug die Feuergeschwindigkeit nur drei Schuss die Minute. Als Flugabwehrkanone für den Fronteinsatz war sie deshalb kaum sinnvoll einsetzbar. Anders sah es im Heimatgebiet und im rückwärtigen Operationsgebiet aus. Dort wurde die Waffe oftmals als Flugabwehrkanone auf speziellen Lafetten eingesetzt. Dabei kam es meist in Batterien zu je vier Geschützen zum Einsatz. Damit konnte wirkungsvolles Sperrfeuer abgegeben werden.

### System Metz
Das System Metz nutzte von der 9-cm-F.K. C/73 / C/73/91 das Geschützrohr, Teile der Lafette, Achse und die Räder. Der hintere Teil der Lafette wurde abgeschnitten. Der vordere Teil der Lafettewurde auf der Achse weiter nach hinten versetzt. Dadurch gewann man ein größeres Höhenrichtfeld. Der Rückstoß wurde durch zwei, vor der Achse und am Sockel, befestigte Federsäulen verringert. Für das seitliche Richten wurde das Geschütz auf einen Holzsockel gesetzt um Hilfe eines Richtbaumes geschwenkt.

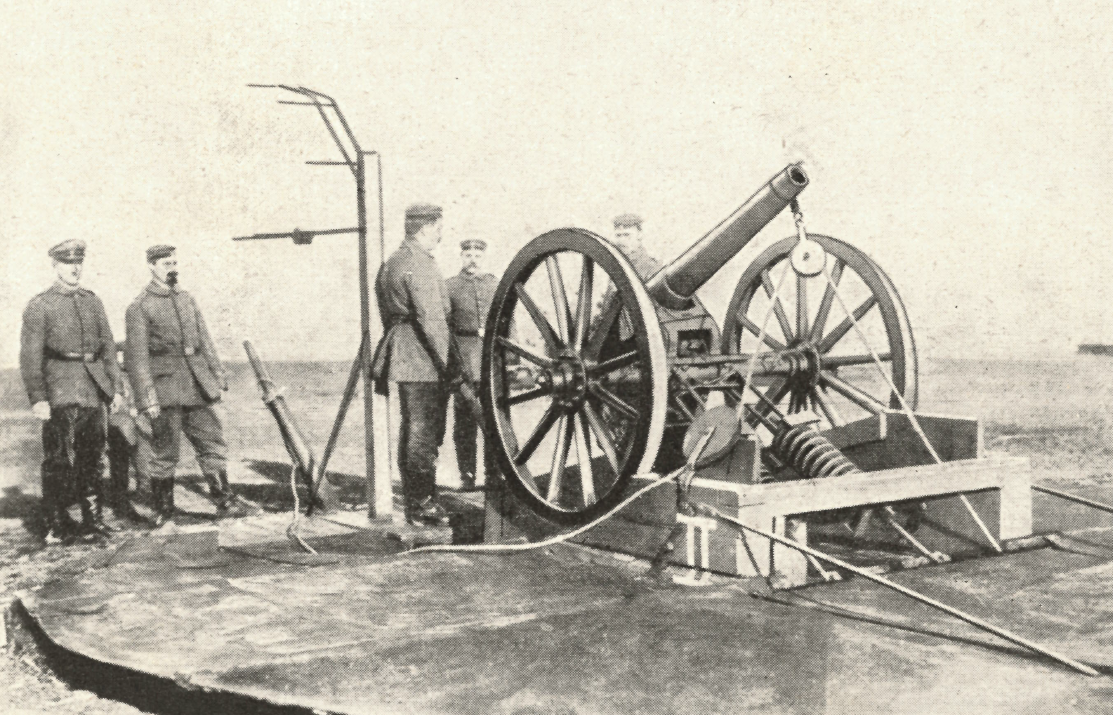
9-cm-F.K. C/73 in System Metz

### System Plett
Das System Plett als Luftabwehrlafette für die 9-cm-F.K. C/73 / C/73/91 hatte sich am effektivsten bewährt. Dieses System verwendete allerdings nur das Geschützrohr, welches auf einem eisernen Rahmensockel verschraubt war. Dieser Sockel war auf einer hölzernen Bettung montiert. Der Rückstoß wurde durch Federn unter der Bettung teilweise abgebremst. Durch die neue Lafettenkonstruktion wurde einen Höhenrichtbereicht von −10 Winkelgrad bis + 70 Winkelgrad erreicht. Mit Hilfe einer Zanhbogenrichtmaschine wurde die Konstruktion seitlich gerichtet. Durch den freien Rahmensockel war ein Schwenken um 360 Winkelgrad möglich. Die Visiereinrichtung bestand aus einem Stangenaufsatz und einem Korn. Wenn das Geschütz stark nach oben ausgerichtet wurde, musste das Bodenstück des Rohres zum Laden hochgehoben werden. Das System Plett konnte nitch transportiert werden und wurde nur ortsfest eingesetzt.

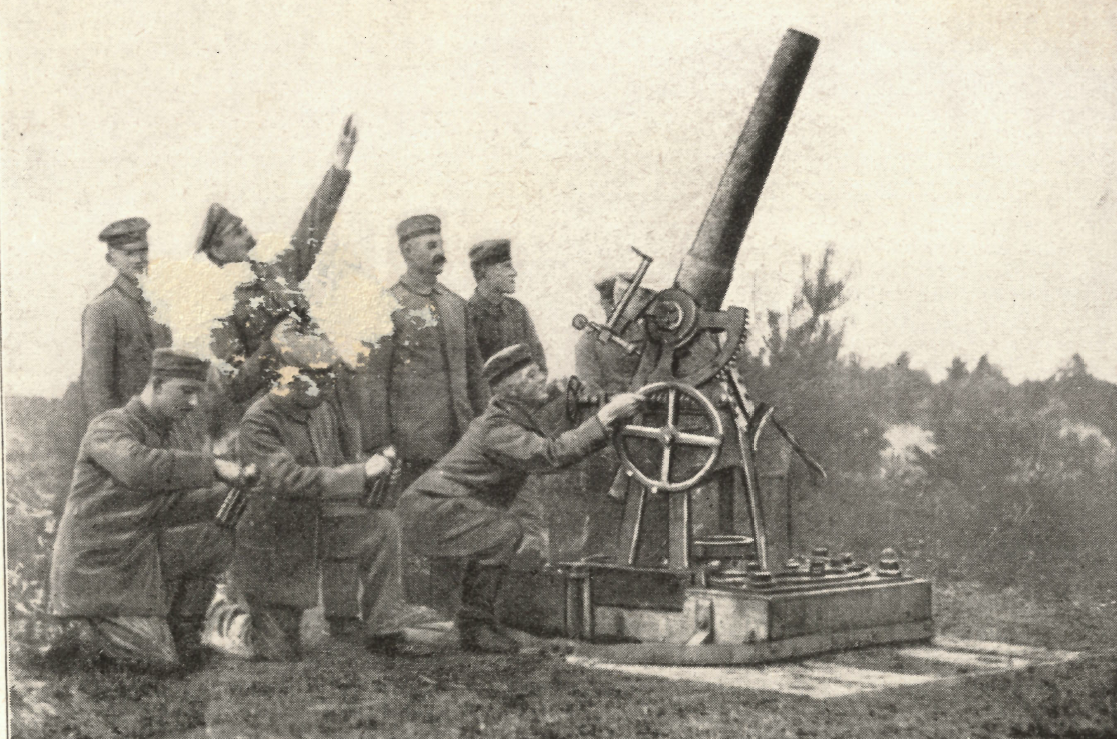
9-cm-F.K. C/73 in System Plett

### System Schaafhausen
Das System Schaafhausen war ebenfalls eine ortsfesten Lafettenkonstruktion. Hier wurden von der 9-cm-F.K. C/73 / C/73/91 das Geschützrohr, die Lafettenwände und die Achse ohne Räder genutzt. Die Lafettenwände waren durch eine eingefügtes Blech höher gelegt worden. Sie ruhten auf einem Sockel, auf dem ein um 360 Winkelgrad drehbarer Betonkegel montiert war. Um den Rückstoß abzufedern, wurden an der Achse zwei Federn angebracht. Das seitliche Richten wurde durch das Schwenken des Lafettenschwanzes durchgeführt. Der Höhenrichtbereich betrug zwischen +40 Winkelgrad und +68 Winkelgrad.

### System Schnetzler
Das System Schnetzler war für den Einsatz der 9-cm-F.K. C/73 / C/73/91 im rückwärtigen Operationsgebiet vorgesehen. Hier war ein Stellungswechsel schnell und einfach durchführbar. Von der Feldkanone wurde hier das Geschützrohr auf einem fahrbaren Holzsockel mit einer Rohrwiege gelagert. Um den Rückstoß bei der Schussabgabe zu verringern, wurden vorgespannte Vohrholfedern verbaut. Zusätzlich verfügte das System über eine Reibungsbremse. Die Höhenrichtmaschine ermöglichte eine Richtbereich von −5 Winkelgrad bis +77 Winkelgrad. Das seitliche Eichten erfolgte durch eine Laufrolle am Lafettenschwanz, welche durch einen Antrieb bewegt wurde.

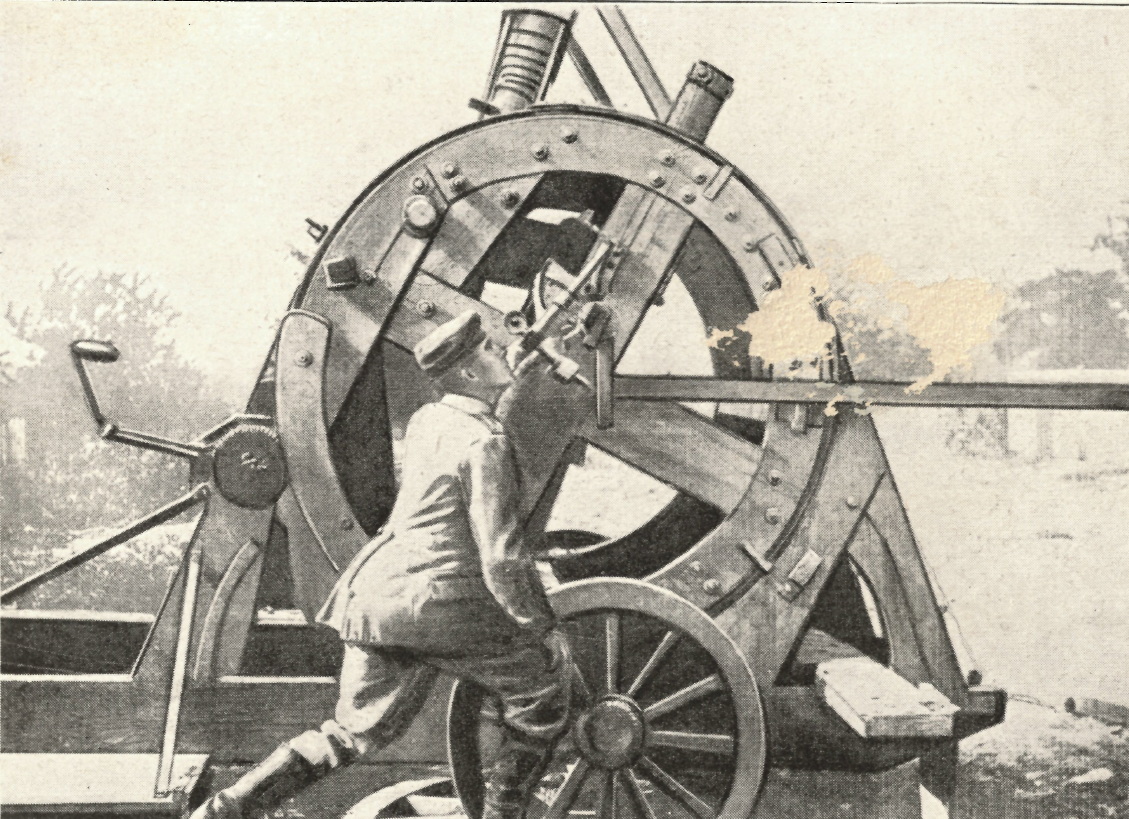
9-cm-F.K. C/73 in System Schnetzler

### System Wohlgemuth
Das System Wohlgemuth konnte ebenfalls nur ortsfest eingesetzt werden. Ein Transport war aufgrund der Größe und des Gewichts nach dem Aufbau nicht mehr möglich. Hier wurden von der 9-cm-F.K. C/73 / C/73/91 das Geschützrohr und die Lafette ohne Räder verwendet. Das Geschützrohr war auf einem, auf Lafettenwänden aufgesetzten, Bock gelagert. Der Vorderteil der Lafette ruhte auf einem Sockel, welcher drehbar auf einer Mörserbettung gelagert war. Mit der alten Höhenrichtmaschine der Feldkanone konnte das Geschützrohr zwischen +14 Winkelgrad und +65 Winkelgrad in der Höhr gerichtet werden. Die Seitenrichtung war um 360 Winkelgrad möglich und wurde das Schwenken des Lafettenschwanzes mit einem Richtbaum vorgenommen. An der Bettung selber befanden sich Gradeinteilungen für die Ausrichtung des Geschütztes. Wie auch beim System Plett bestand die Zieleinrichtung aus einem Stangenaufsatz mit Korn.

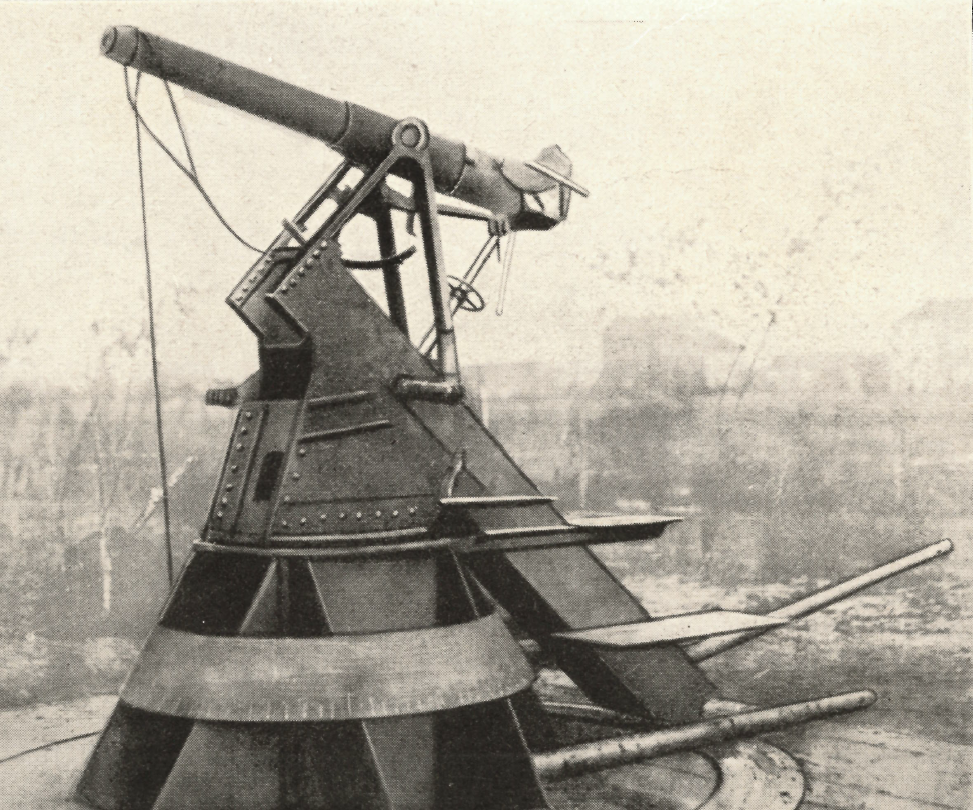
9-cm-F.K. C/73 in System Wohlgemuth